# Saint-Martial-le-Vieux
 Saint-Martial-le-Vieux  là một xã thuộc tỉnh Creuse trong vùng Nouvelle-Aquitaine miền trung nước Pháp. Xã này nằm ở khu vực có độ cao trung bình 760 mét trên mực nước biển.